# Familienbande (2015)
Familienbande (Originaltitel: You’re Ugly Too) ist ein zwischen Drama und Komödie schwankender irischer Film aus dem Jahr 2015 von Mark Noonan, in dem ein elternloses Mädchen und ihr aus dem Gefängnis kommender Onkel versuchen, ein gemeinsames Leben zu beginnen.

## Handlung
Nach dem Tod ihrer Mutter kommt die elfjährige Stacey in eine Pflegefamilie. Unter der Auflage, sich um seine Nichte zu kümmern, wird Will auf Bewährung aus dem Gefängnis entlassen. Beide ziehen in einen geerbten Wohnwagen in den irischen Midlands. Die Startbedingungen sind schwierig. Während Stacey wegen einer Narkolepsie nicht in der örtlichen Schule aufgenommen wird, findet Will keine Arbeit. Die aus Belgien stammende, verheiratete Nachbarin Emilie bietet ihre Hilfe als Privatlehrerin an. Ihr als Müllmann arbeitender Ehemann Tibor bietet Will die Mitarbeit an. Dennoch findet Will keinen Halt, gerät in die Abhängigkeit von Medikamenten und weiß nicht, wie er sich in der von beiden Seiten gezeigten Zuneigung zu Emilie verhalten soll. Der Beziehungsaufbau zu seiner Nichte erweist sich als schwierig, wird mit der Zeit jedoch besser. Das schon von Staceys Mutter gehütete Geheimnis um den Grund der Gefängnisstrafe weitet sich schließlich zum Konfliktfall aus: Will hat, nach seiner Aussage um seine Schwester zu schützen, den Tod von Staceys Vater verursacht. Kurz nachdem Stacey diese Geschichte erfährt, findet die Überprüfung der Lage vor dem Familiengericht statt. Dieses verneint die Möglichkeit, dass sich Will angemessen um seine Nichte kümmern kann. Er muss daher die restlichen sieben Monate seiner Haftstrafe antreten, während Stacey in eine Pflegefamilie kommt. Nach der Haftentlassung sehen sich Onkel und Nichte erneut. Stacey entscheidet sich, bei der Pflegefamilie zu bleiben.

## Hintergrundinformationen
Vor dem Filmstart in deutschen Kinos am 19. November 2015 wurde der Film während der Internationalen Filmfestspiele Berlin 2015 gezeigt. Der Film war für den Europäischen Filmpreis 2015 in der Kategorie Bester Kinderfilm nominiert.